# Ine (Quioto)
Ine (伊根町, Ine-chō) é uma vila situada no distrito de Yosa, Quioto, Japão. É conhecida pelas casas de pesca em madeira denominadas por "Funaya", classificadas como Grupos de Edifícios Tradicionais.
A península de Tango foi uma rota de comércio da Eurásia até Quioto. A pesca e o trajeto turístico são atualmente as principais indústrias da vila.
Os distritos de Tsutsukawa e Honjo-Hama foram relatados na lenda de Urashima Taro. No distrito de Nii há uma lenda sobre Xu Fu (Jofuku em japonês).
Em outubro de 2017, a população da vila era de 1 986 habitantes. A sua área total é de 61,95 km².